# Entosthodon perrottetii
Entosthodon perrottetii är en bladmossart som beskrevs av Accepted name 11. Entosthodon perrottetii ingår i släktet koppmossor, och familjen Funariaceae. Inga underarter finns listade i Catalogue of Life.